# Windenmacherstraße
Koordinaten: 48° 8′ 22,1″ N, 11° 34′ 27,4″ O
Die Windenmacherstraße in München ist eine Verbindungsstraße zwischen der Maffeistraße und der Schäfflerstraße. Sie ist Teil der Fußgängerzone in der Münchner Altstadt.

## Geschichte
Die Windenmacherstraße ist nach den Windenmachern benannt, die in dieser Straße ansässig waren. Sie stellten Winden zum Hochziehen schwerer Lasten her. Der Baublock namens Schäfflerblock, zwischen Windenmacherstraße, Maffeistraße, Theatinerstraße und Schäfflerstraße, wurde zwischen 1995 und 2000 nach Plänen von Ivano Gianola saniert, umgebaut und baulich ergänzt.

## Geschäfte
Entlang der westlichen Seite der Windenmacherstraße zieht sich das Modehaus Lodenfrey. An der östlichen Seite der Windenmacherstraße befindet sich im Schäfflerblock der Schäfflerhof, Vis-à-vis der Fünf Höfe.

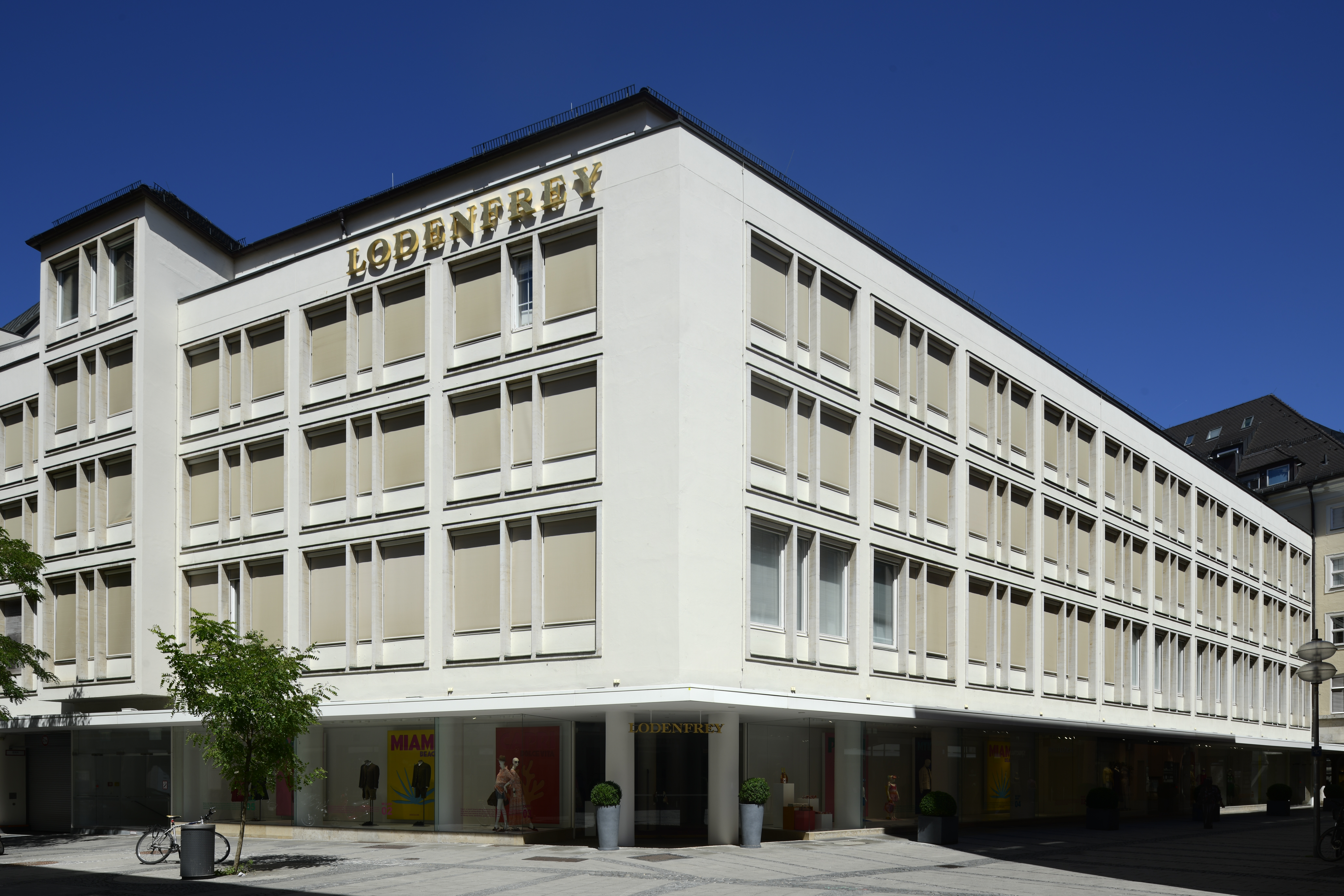
Lodenfrey Ecke Windenmacherstraße / Schäfflerstraße
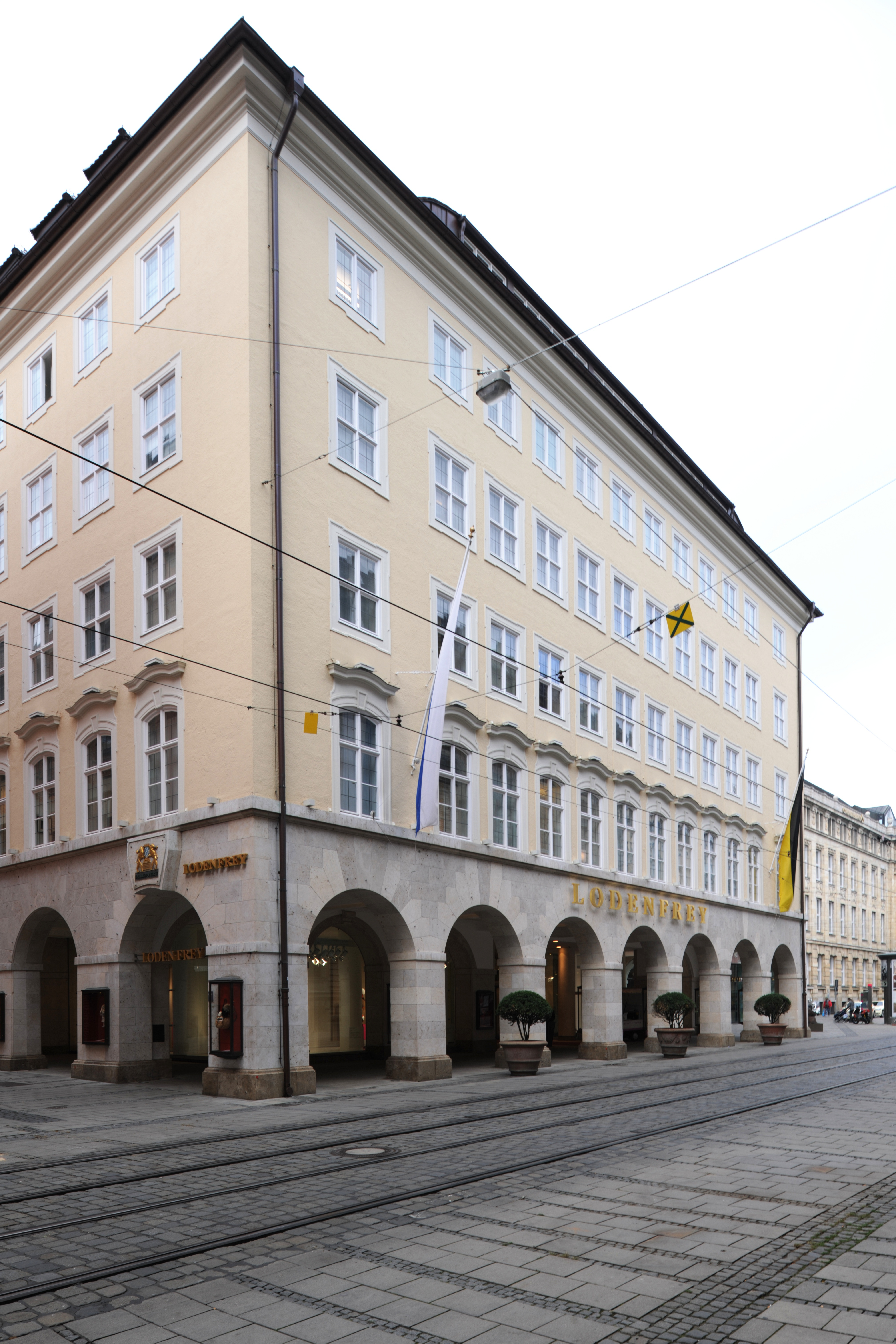
Lodenfrey Ecke Windenmacherstraße / Maffeistraße